# Геодезический пункт
Геодези́ческий пункт — точка, особым образом закреплённая на местности (в грунте, на строении или другом искусственном сооружении) и являющаяся носителем координат, определённых геодезическими методами. Геодезический пункт является элементом геодезической сети, которая служит геодезической основой топографической съёмки местности и ряда других геодезических работ, а по назначению подразделяется на плановую, высотную и гравиметрическую. Плановая сеть I—II классов, элементы которой определены также астрономическими и гравиметрическими методами, называется астрономо-геодезической (после 1961 года сеть II класса обращена в геодезическую сеть сгущения). Геодезический пункт, положение которого определено методом триангуляции, также иногда называется тригонометрическим пунктом, или пунктом триангуляции, или тригопунктом.
С 1991 года проводится работа по созданию новой спутниковой геодезической сети (прежде всего в промышленно развитых и обжитых районах), с закреплением на местности пунктами спутниковой геодезической сети, координаты которых определяются относительными методами космической геодезии. По возможности такие пункты совмещаются с действующими пунктами старых геодезических сетей, а создаваемая спутниковая сеть подлежит жёсткой привязке к существующим геодезическим пунктам. Работы по созданию основной массы пунктов государственной плановой сети на всей территории СССР были в основном закончены к 1989 году сеть пунктов I-го и II-го классов сплошь покрыла территорию страны. Пункты III-го и особенно IV-го класса в СССР располагались по мере надобности, в основном в обжитых и промышленно развитых районах, для обеспечения топографических съемок. В 1991 году силами ЦНИИГАиК было проведено очередное уравнивание АГС из 164 тыс. пунктов (АГС-I и ГСС-II классов). Результаты работ подтвердили неудовлетворительное состояние сети. Дальнейшее использование пунктов АГС-I, ГСС-II, -III и -IV классов, а также 1 и 2 разрядов, созданных методами триангуляции, трилатерации и полигонометрии, было невозможно и не могло обеспечивать требования к точности государственных геодезических сетей. В 1997 году было принято решение об очередном обращении Геодезических сетей сгущения (ГСС II, III и IV классов) в сети 1 и 2 разрядов соответственно.
Кроме этого к геодезическим пунктам относятся и пункты Геодезические сетей специального назначения (ГССН). Это пункты лазерной локации спутников, сверхдлиннобазисной радиоинтерферометрии, пункты службы вращения Земли, геодезической разбивочной основы, съёмочной геодезической сети, опорной межевой сети, местных геодезических сетей и некоторых других. Точки лазерного отражения (ТЛО) — центр отражения пучка света (лазерного луча), посылаемого и принимаемого регистрирующим устройством, смонтированная или установленная на местности или предмете, и характеризующаяся плановыми и высотными положениями.
По своей сущности геодезические пункты подразделяются на грунтовые и стенные. Грунтовые (закладываемые в грунт на незастроенной территории) состоят непосредственно из самого центра, являющегося носителем координат, наружного знака — обозначающего положение центра на местности и обеспечивающего взаимную видимость смежных пунктов сети и подземного сооружения (скрытая часть). Основная часть — Центр. Предназначен надежно и долговременно сохранять координаты пункта всех классов кроме I-го. Пункты I-го класса представляют группы центров, т. н. «кусты». Стенные г. п. закладываются в стены сооружений на застроенной территории и предназначены для сохранения координат III, IV классов, 1 и 2 разрядов. В отдельный класс выделяются пункты технических сетей, не имеющие капитального закрепления и наружного знака. В таких случаях применяются разборные знаки (переносимые или перевозимые), а сам пункт имеет характер временного (утрачивается в течение незначительного отрезка времени — 1 или 2 сезонов). Все виды геодезических пунктов не противопоставляются друг другу, а взаимно дополняют — чем выше класс сети,0 тем солидней конструкция и выше надежность центра.
Пункты плановой геодезической сети являются носителями плановых координат, которые определены в известной системе координат с заданной степенью точности в результате геодезических измерений. Традиционными геодезическими методами определения координат плановых геодезических пунктов являются триангуляция (такой пункт называется пунктом триангуляции или триангуляционным пунктом), полигонометрия (такой пункт называется пунктом полигонометрии или полигонометрическим пунктом), трилатерация (такой пункт называется трилатерационным пунктом) или их сочетание (тогда он называется пунктом линейно-угловой сети). Располагаются они, по возможности, на возвышенных местах (вершинах холмов, сопок, гор), чтобы обеспечить видимость на соседние пункты сети во всех направлениях. Пункты плановой геодезической сети также зачастую определены по высоте над уровнем моря. Однако точность определения по высоте обычно ниже точности определения в плане, в результате технологических различий в методах определения.
Пункты высотной геодезической сети являются носителями высотных координат, определённых с большой точностью методом геометрического нивелирования. Поэтому такие пункты называют также нивелирными пунктами (центры нивелирных пунктов называют репе́рами). В плане они определены лишь приблизительно. Во взаимной видимости между нивелирными пунктами нет необходимости, а технология измерений требует расположения данных пунктов, по возможности, в равнинных местах (чаще всего — вдоль рек), поскольку с наличием перепада высот теряется точность определения. По этой причине, как правило, пункты плановой сети не совпадают с нивелирными пунктами.
На пунктах гравиметрической сети производится определение ускорения силы тяжести. Параметры таких пунктов определяются с помощью специального прибора — гравиметра. Гравиметрические пункты также определены в плане и по высоте с определённой степенью точности. Основная задача - редукция (приведение) 3-х основных плоскостей к центру масс Земли с учётом уклонения отвесной линии.
Каждый геодезический пункт закрепляется специальным геодезическим центром, к которому приводятся координаты геодезического пункта (у нивелирных пунктов геодезические центры именуются реперами или марками).
Над центром пункта плановой сети сооружается геодезический знак — наземное сооружение (деревянное, металлическое, каменное или железобетонное), в виде тура, штатива, пирамиды или сигнала, служащего для закрепления визирной цели, установки геодезического прибора, и являющегося площадкой для работы наблюдателя. Также служит для опознавания пункта на местности. На определённом расстоянии от геодезического пункта закладываются ориентирные пункты, обращённые лицевой панелью на сам геодезический пункт, а также сооружается астрономический столб (если на пункте проводятся астрономические определения).
На пунктах других геодезических сетей (высотной и гравиметрической) знак не сооружается, поскольку по технологии определений он не используется. В этом случае, для закрепления и опознавания пункта на местности служит опознавательный столб (металлический, железобетонный) с охранной табличкой, и специальное внешнее оформление пункта, определённое «Инструкцией по постройке геодезических знаков» (окопка канавами, создание каменных валов, насыпка кургана и т. д.).
Поэтому чаще всего именно плановый пункт с его крупным и приметным знаком, расположенным где-нибудь на возвышенности, ассоциируется у обывателя с понятием «геодезический пункт».
Каждый геодезический пункт — пункт Государственной геодезической сети — имеет индивидуальный номер, нанесённый на марку центра (или рядом с ней) и внесённый в специальный каталог. Кроме этого, хотя и вовсе необязательно, каждому пункту плановой Государственной сети присваивается имя собственное (наименование), которое заносится в соответствующие каталоги с указанием всех параметров пункта. Имена некоторых пунктов плановой сети, являющихся пунктами государственной геодезической сети, нанесены на топографическую карту рядом с их условным знаком (точка в равнобедренном треугольнике).
Использование систем глобального позиционирования (GPS, ГЛОНАСС) позволяет выполнять определение координат геодезических пунктов в геоцентрических системах координат, а также их геодезических (эллипсоидальных) высот (то есть высот не над уровнем моря, а над поверхностью референц-эллипсоида).
Новые пункты государственной астрономо-геодезической сети I-го и II-го классов, сети полигонометрии, доплеровские геодезические сети, геодезические сети сгущения III-го и IV-го классов не создаются. При снижении плотности пунктов государственной сети за счет утраты пунктов указанных геодезических сетей на этой территории создаются пункты спутниковой геодезической сети I-го класса.
Государственные плановые сети имеют плотность в среднем 1 пункт на 5 — 15 км², высотные — 1 пункт на 5 — 7 км², дальнейшее сгущение геодезических сетей осуществляется путем создания сетей местного значения — сетей сгущения и съемочных сетей. Минимальное число пунктов съемочного обоснования для незастроенной территории 12 шт. на 1 км²